# 市川泰治郎
市川 泰治郎（いちかわ たいじろう、1906年3月25日 - 没年不詳）は、日本の経済・思想史研究者。

## 略歴
横浜市生まれ。東京商科大学本科卒。国立国会図書館勤務、国際事業部長、拓殖大学教授。77年定年、名誉教授。城西大学教授。

## 著書
- 『濠洲経済史研究』象山閣　1944
- 『世界貿易論』鱒書房　1947
- 『日本資本主義の再出発』経済社　1949
- 『アメリカ低開発国援助の構造』鹿島研究所　1960
- 『科学研究体制 研究所の研究』鹿島研究所出版会　1966
- 『ニュージランド・大洋州諸島』南アジア・大洋州開発選書 鹿島研究所出版会　1968
- 『政策論としての経済学』新評論　1970
- 『アメリカの研究産業 ランド・コーポレーションほか』鹿島研究所出版会 1971
- 『広義経済学の構築』新評論 1972
- 『経済的社会構成の理論』新評論 1973
- 『経済学から経済政策学へ』新評論 1980

### 共編著
- 『現代経済学の基礎理論』大友徹共編著 新評論 1975
- 『世界景気の長期波動』編 亜紀書房 1984

### 翻訳
- ライオネル・ロビンズ『古典経済学の経済政策理論』東洋経済新報社 1964
- タルモン『フランス革命と左翼全体主義の源流』拓殖大学海外事情研究所 1964
- E.J.ホブズボーム『共同体の経済構造 マルクス『資本制生産に先行する諸形態』の研究序説』未来社 1969
- 『社会構成の歴史理論』編訳 未来社 1977

## 論文
- <市川泰治郎